# Stefanowizna
Stefanowizna (prononciation [stɛfanɔˈvizna]) est une localité de la gmina de Kleszczów, du powiat de Bełchatów, dans la voïvodie de Łódź, située dans le centre de la Pologne.
Elle se situe à environ 7 kilomètres au nord-est de Bełchatów (siège du powiat), 12 kilomètres au sud de Bełchatów (siège du powiat) et 58 kilomètres au sud de Łódź (capitale de la voïvodie).

## Administration
De 1975 à 1998, la localité était attachée administrativement à l'ancienne voïvodie de Piotrków.

Depuis 1999, elle fait partie de la nouvelle voïvodie de Łódź.